# Клюньи, Ферри де
Ферри де Клюньи (фр. Ferry de Clugny; ок. 1430, Отён — 7 октября 1483, Рим) — епископ Турне, кардинал, бургундский государственный деятель и дипломат.

## Биография
Происходил из влиятельной бургундской семьи Клюньи, аноблированной в 1363 году, и занимавшей важное положение в провинции до конца XVIII века. Второй сын Анри де Клюньи, оруженосца, сеньора де Консоржьен и де Журсанваль, члена Большого совета герцога Бургундского, и Пернетты Кулло, дамы де Сажи.
Предназначенный, как и его брат Гийом, к церковной карьере, Ферри де Клюньи изучал право в Болонском университете, получив докторские степени in utroque iure — на факультетах обычного и канонического права.
Вернувшись в Бургундию, в 1456 году стал каноником, официалом и церковным судьей в Отёне, епископом которого был канцлер Бургундии кардинал Жан Ролен. Обратил на себя внимание герцога Филиппа III Доброго, поручившего ему от имени духовенства редактировать кутюмы герцогства Бургундского, и назначившего, вместе с братом Гийомом, членом Большого совета и рекетмейстером.
К редактированию законов Клюньи приступить не успел, так как почти сразу же вместе с Жоффруа де Туази был направлен послом в Рим к папе Каликсту III. В следующее посольство отправился вместе с герцогом Клевским для участия в Мантуанском соборе 1459 года. В апреле 1459 получил от Пия II апостолические грамоты, ратифицировавшие Аррасский договор и все пожалования, сделанные в отношении Бургундии Евгением IV и его преемниками. В награду герцог в ноябре 1459 выписал патент, назначавший Ферри де Клюньи епископом Отёна или Макона, в зависимости от того, где раньше откроется вакансия. Затем он был назначен заместителем канцлера в Отёнском присутствии.
Ферри де Клюньи, по обычаю эпохи, сосредоточил в своих руках значительные бенефиции: он был деканом в Отёне и Амьене, архидиаконом Фаверне в метрополитенской церкви Безансона и Арденн, а также в Льеже, каноником в Турне, Камбре и Андерлехте, прево в Эверсхаме, близ Ипра, в Сан-Бартелеми-де-Бетюне в диоцезе Арраса, аббатом Сент-Этьен-де-Л'Этриера в церкви Отёна, аббатом-коммендатарием Ла-Ферте-сюр-Грона, Флавиньи, Маршьенна, а также аббатств Сен-Дени-ан-Брокеруа, близ Монса, и Тангерло.
В 1465 году Клюньи был третьим из послов, направленных графом Шароле к Людовику XI в Мёлан в преддверии войны Лиги Общественного блага (двумя первыми были маршал Бургундии и бальи Сен-Кантена, а четвертым Жан де Каронделе). В 1468 году был в составе бургундской делегации на переговорах в Перонне, а в 1473 году в Санлисе.
15 сентября 1473 на ассамблее рыцарей ордена Золотого руна, проходившей в Люксембурге, Карл Смелый назначил Ферри канцлером ордена. В том же году папа Сикст IV назначил его епископом Турне, с согласия короля Франции. В январе 1474 Клюньи был рукоположен в Мехелене, и торжественно вступил в Турне в сопровождении герцога, большого числа сеньоров и рыцарей Золотого руна. Новый епископ пользовался большим доверием Карла Смелого, в том же году поручившего ему, в отсутствие канцлера Бургундии, председательствовать на заседаниях Большого Мехеленского совета. В этом качестве он получал пенсион в тысячу франков, ценой в 32 гроша за франк фландрской монетой.
Некоторые историки ошибочно полагали, что Ферри де Клюньи был в 1477 году, после гибели герцога, направлен Марией Бургундской вместе с Югоне и Эмберкуром послом к Людовику XI, но на самом деле в этой миссии участвовал его кузен Гийом де Клюньи, протонотарий и коадъютор Теруана.
Сам Ферри провел бракосочетание Максимилиана и Марии, и крестил в церкви Сан-Доната в Брюгге их первенца Филиппа. При крещении Маргариты Австрийской в январе 1481 в церкви Святой Гудулы в Брюсселе, он был крестным отцом от имени папы Сикста IV, который 15 мая 1480 возвел Ферри де Клюньи в сан кардинала с титулом Санти-Витале (на самом деле, еще Павел II в 1471 году назначил Клюньи кардиналом in pectore, но это постановление не было опубликовано, и красную биретту тот смог получить лишь спустя десятилетие). В ходе войны за бургундское наследство энергично поддерживал дело Максимилиана и Марии, и папский легат, которого Людовик XI просил о посредничестве в улаживании конфликта, сообщил, что города Фландрии отвергли услуги Рима, и слушаются только епископа Турне.
В марте 1482 епископ отправился в Рим, в апреле его кардинальский титул был заменен на Санта-Марию-ин-Домника. Умер в Риме в следующем году, по одним сведениям — от инсульта, по другим — став жертвой насилия, и был погребен в церкви Санта-Мария-дель-Пополо.

## Меценат
В ноябре 1465 Ферри де Клюньи договорился с капитулом Отёна о возведении в кафедральном соборе Сен-Лазар часовни над своей будущей усыпальницей. Богато украшенное сооружение получило название «Золотой часовни» (chapelle dorée), которое носит до настоящего времени. Помимо золотых украшений, стены расписаны художником Пьером Спикром, изобразившим портреты четырех ветхозаветных патриархов, четырех евангелистов и четырех докторов церкви.
Для студентов из Турнези кардинал основал в Падуе церковный коллегий (бурсу), получивший название «коллегий кардинала Турне», и находившийся под управлением местного епископа, при апробации архиепископа Венеции. Заведение оплачивало проживание и питание студентов гражданского и канонического права из Турне и Турнези. Также Клюньи добился от Рима значительных привилегий для Лувенского университета и принес в дар богатые украшения для церкви Богоматери в Турне.

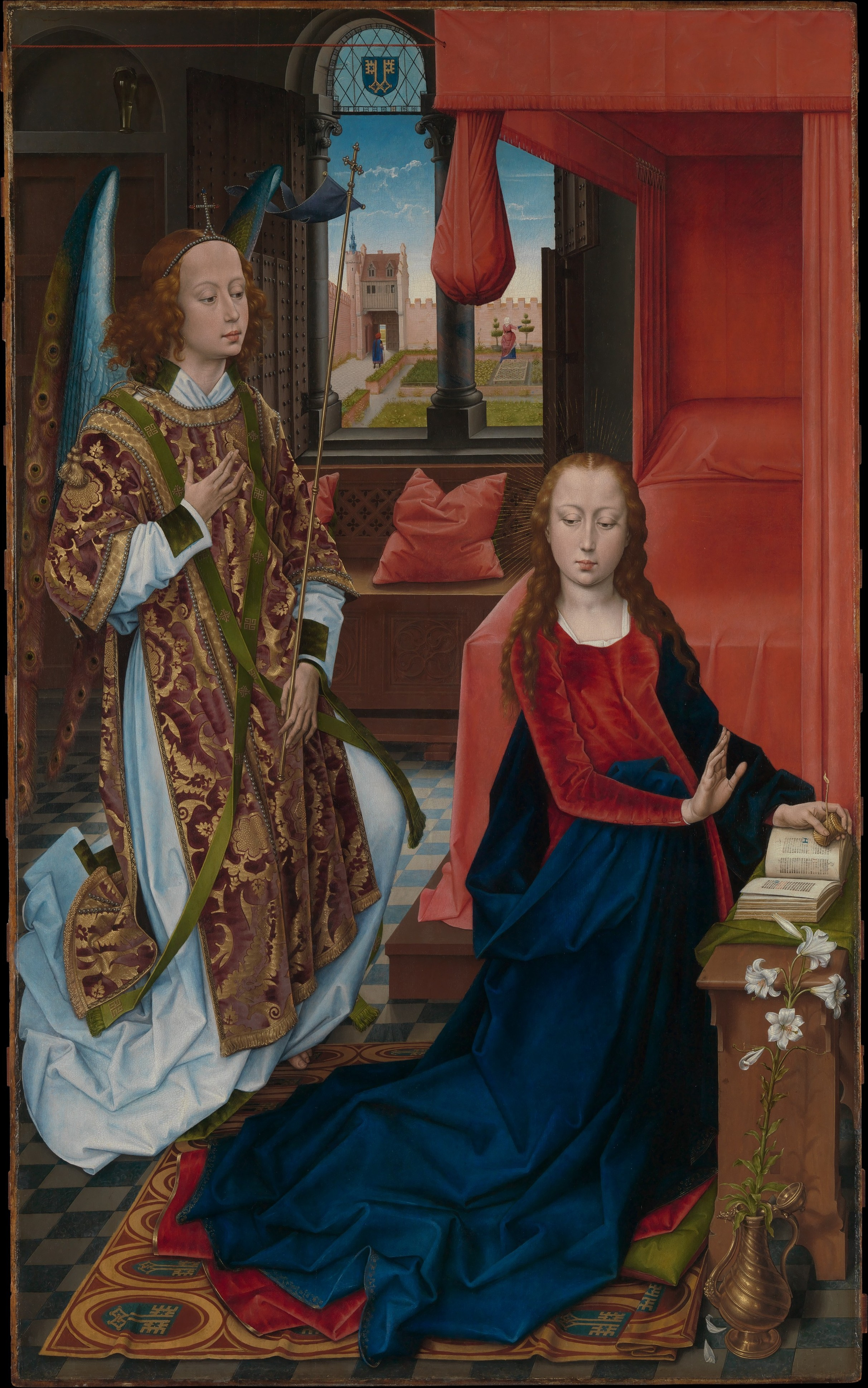
Ханс Мемлинг. Благовещение (ок. 1465—1475). Метрополитен-музей, Нью-Йорк

По заказу Клюньи Хансом Мемлингом около 1465—1475 было написано «Благовещение», ныне хранящееся в музее Метрополитен в Нью-Йорке. На витраже в верхней части картины изображен герб дома де Клюньи. Эту картину иногда ошибочно приписывают Рогиру ван дер Вейдену, «Благовещение» которого, являвшееся образцом для Мемлинга, было написано еще в начале 1440-х годов.
Епископ собирал иллюминированные манускрипты, из которых наиболее известны требник, заказанный между 1474 и 1480, и хранящийся в коммунальной библиотеке Сиены, и роскошный понтификал, который мастера из Брюгге украсили 95 миниатюрами. Этот манускрипт всегда находился в частных руках, и в недавнее время был продан коллекционерам в Лондоне в 1977, а затем в 2002 году. Также для Клюньи была изготовлена знаменитая серия из десяти гобеленов, изображавших выдающихся женщин (Tapisserie dite des Femmes vertueuses). Восемь фрагментов этого произведения, уцелевших во время пожара в родовом замке Тениссе в 1791 году, были в 1926 году проданы владельцем замка Музею изящных искусств в Бостоне.